# 王尊
王 尊（おう そん、生没年不詳）は、前漢の人。字は子贛。涿郡高陽県の人。司隷校尉・京兆尹となった。

## 略歴
若くして親を亡くし、親戚に養われ羊を飼って生活していた。密かに学問をし、13歳で獄吏となった。数カ年後、太守府で働いている時に能力を認められて任用された。その後、病気を称して辞職して郡の文学官に師事し、『書経』・『論語』を学んだ。再度召し出されて職につき、数年して幽州刺史の従事に推挙された。太守は王尊を遼西塩官長に任命した。
王尊は初元年間に直言の士として推挙されて虢県県令となり、槐里県令と美陽県令を兼ねた。美陽県である女性が、「子が自分を妻としている」と訴え出ると、王尊は「律に母を妻とした場合のことは書いていない。これは聖人が書くに忍びなかったからであり、刑罰の方法を作るべきものだ」と言い、訴えられた者を木に磔にして騎士に弓で射殺させた。
元帝が行幸の際に虢を通過したときに出迎えが行き届いていたことが目に留まり、王尊は安定太守となった。任地に着くと王尊は属県や部下に職分を守るよう諭旨すると共に、汚職のあった五官掾張輔を捕らえた。郡中は震え上がり、盗賊は分散して他郡へ逃げた。豪族で罪に伏して殺された者も多かった。その後、残酷であることを理由に罷免された。
復帰して護羌将軍の転校尉（輸送担当）となった。羌が反乱し、数万に囲まれると、王尊は騎兵千を率いて羌に突撃した。しかし、功績が皇帝に報告される前に勝手に部署を離れた罰で罷免された。
その後、涿郡太守の徐明が王尊を推薦したので、郿県県令に取り立てられ、益州刺史に昇進した。益州へ赴く途上、王吉が「先祖よりいただいたこの身体、このような険しい道を行って傷つけることはできない」と言って辞職したという山道に差し掛かった。王尊は「急ぎ行くのだ。王吉は孝子であったが、私は忠臣である」と言った。王尊が益州に居る間、蛮夷がその威信を慕い漢に付き従うようになった。各地の風俗を視察に来た博士鄭寛中がこのことを報告し、そこで王尊は東平相となった。
東平王は傲慢で法を無視する行為が多かったが、王尊は強い態度で臨み、王は彼を殺そうとした。そこで王尊に「貴方の帯びている刀を見せて欲しい」と言ったが、王尊は「私が進み出て刀を抜いて見せようとしたら、抜刀して王に斬りかかったなどと誣告しようとするのではないでしょうな」と王の目論見を言い当てた。観念した王は王尊に屈したが、王の太后が王尊の無礼を上奏したため、王尊は罷免された。
大将軍王鳳が王尊を軍中司馬に補任し、その後司隷校尉に抜擢された。中書令石顕が失脚すると、それまで石顕を恐れて阿っていた丞相匡衡・御史大夫張譚は石顕のこれまでの悪事を弾劾した。王尊はそこで匡衡らの阿諛追従と不忠を弾劾した。即位したばかりで大臣の処罰を望まなかった成帝は不問とし、王尊を左遷した。
その後、京兆尹で盗賊が起こると、大将軍王鳳は王尊を推薦した。王尊は諌大夫・守京輔都尉となり、京兆尹を代行した。すると一カ月の間に盗賊は消えたので、光禄大夫・守京兆尹に昇進し、さらに京兆尹となった。しかし、河平2年（紀元前27年）に皇帝の使者に対する無礼があったとして罷免された。民は惜しむ者が多く、湖県の三老が上奏して王尊の功績を称えたため、成帝は王尊を徐州刺史、次いで東郡太守とした。
その頃、黄河で大水があり、東郡でも害を成していた。王尊は河の神を祀り、自分の身をもって洪水を鎮めようとした。民や役人が王尊を止めても王尊は去ろうとせず、堤防が決壊しそうになっても微動だにしなかったが、水は次第に引いていった。この功績で王尊には中二千石の秩と黄金が与えられた。
数カ年後、官にある時に死亡した。子の王伯も京兆尹に至ったが、惰弱で任に堪えないことを理由に罷免された。